# Muzeum im. Orła Białego
Muzeum im. Orła Białego – muzeum regionalne w Skarżysku-Kamiennej, w województwie świętokrzyskim, utworzone w 1969 roku.

## Charakterystyka
Miasto Skarżysko-Kamienna ma tradycję produkcji amunicji i uzbrojenia. Poza ekspozycją w budynku muzealnym obejmuje prawie 2 ha ekspozycji plenerowej, na której wystawiony jest głównie sprzęt wojskowy. Jest to jedna z największych kolekcji militariów w Polsce, zawierająca unikatowe eksponaty. Poza ekspozycją stałą, prezentowane są także wystawy okresowe, głównie związane z regionem.

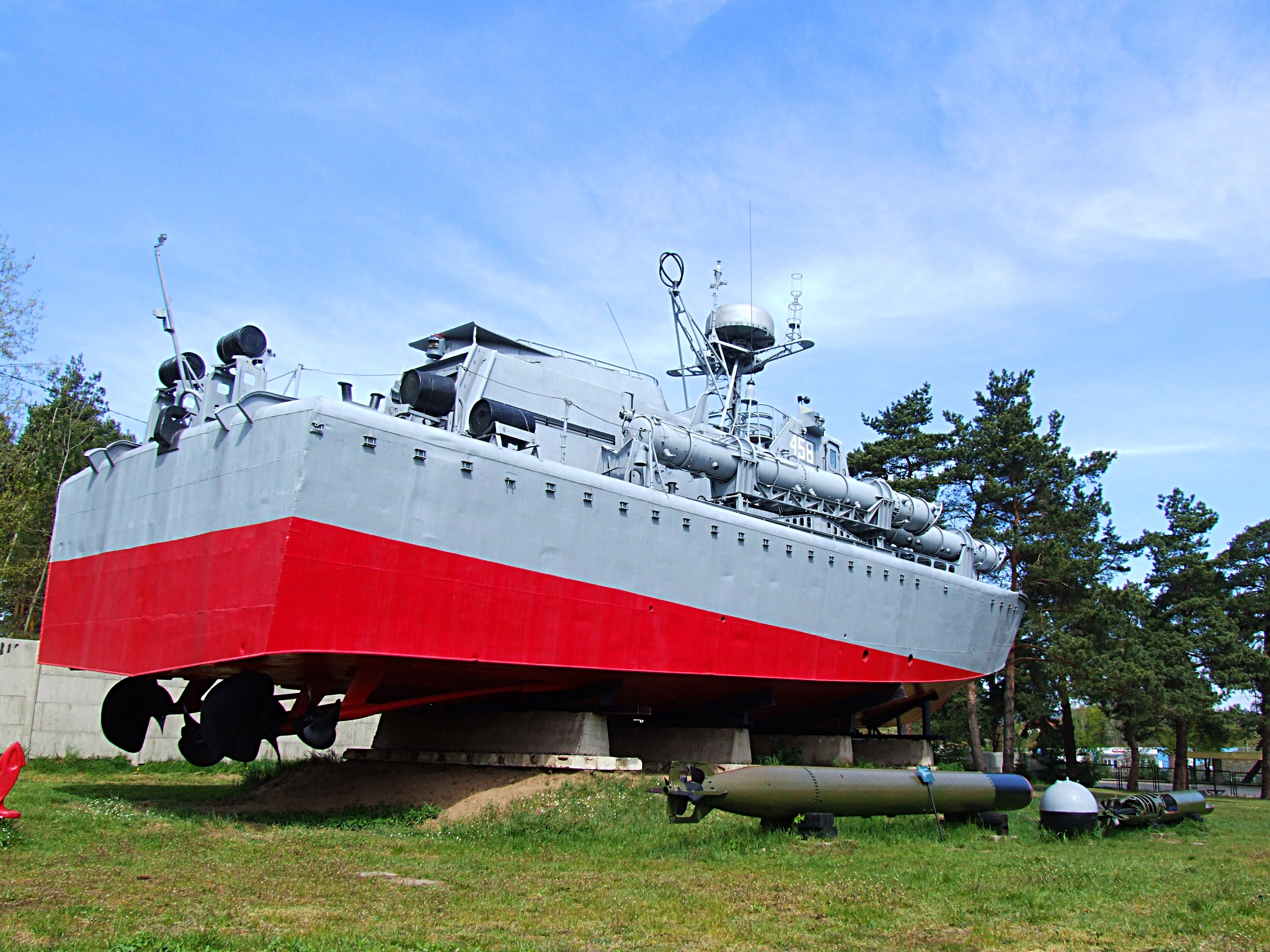
Kuter torpedowy proj. 664 ORP „Odważny”

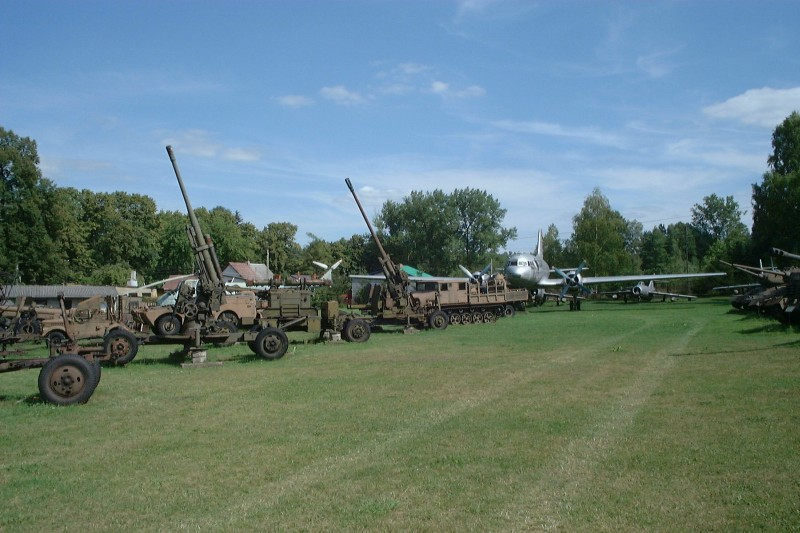
Działa przeciwlotnicze, w głębi radziecki samolot transportowy Ił-14

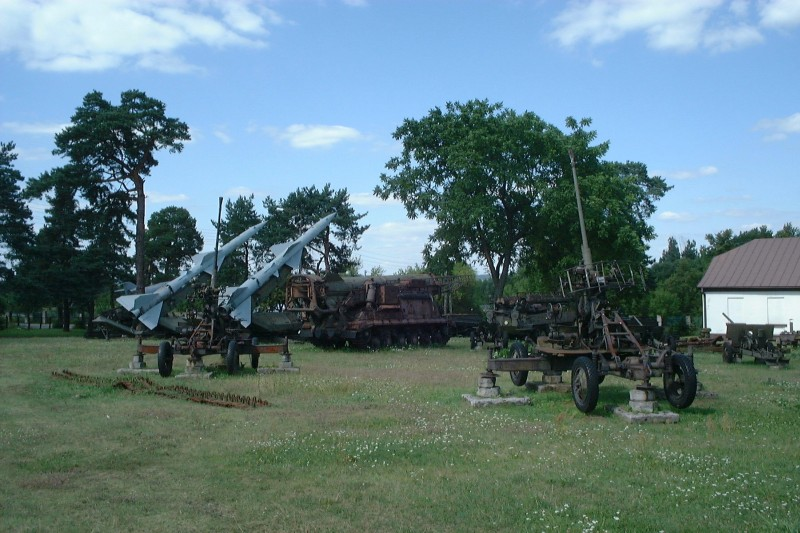
Rakiety i działo przeciwlotnicze

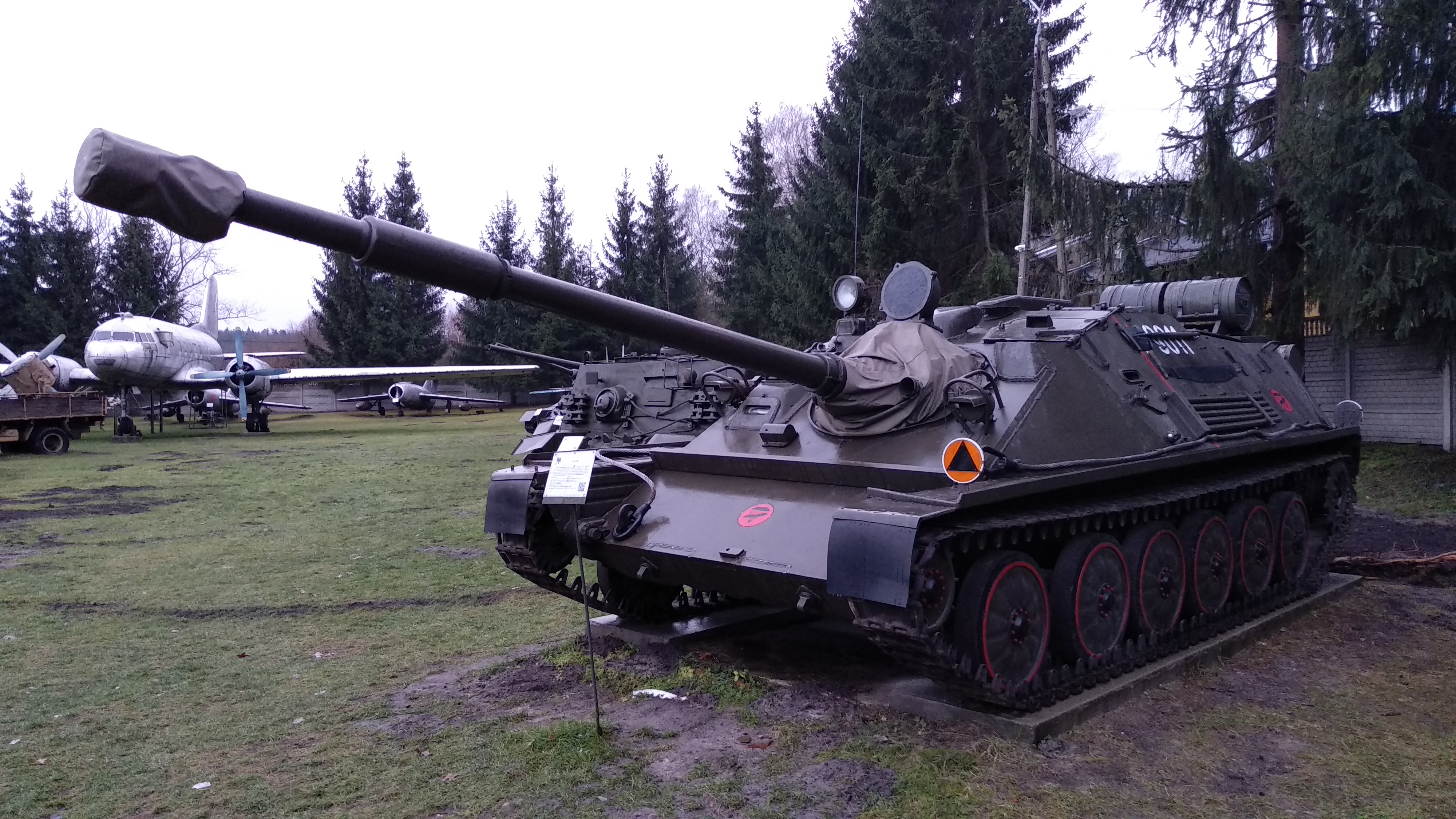
ASU-85

Muzeum mieści się w zabudowaniach byłej huty „Rejów” (która zaprzestała działalności po powodzi w 1901 roku), wzniesionych w latach 1836–1838.
W Muzeum prezentowane są wystawy stałe: „Barwa i broń XX w.”, „Skarżysko-Kamienna: miasto i ludzie”, „Wojsko Polskie na frontach II Wojny Światowej – sprzęt i ludzie w miniaturze” i „Nowości w zbiorach Muzeum im. Orła Białego”
Wystawa czasowa: „Wrzesień 1939. Rozbiór Polski” 
Prezentowane eksponaty:
- kampania wrześniowa 1939 roku
- martyrologia ludności Skarżyska-Kamiennej
- ruch partyzancki na Kielecczyźnie podczas II wojny światowej
- Wojsko Polskie w Europie – w Związku Radzieckim i na Zachodzie
- sprzęt artyleryjski oraz pociski
- historia miasta Skarżyska-Kamiennej
- umundurowanie polskie przed i powojenne oraz amerykańskie z czasów II wojny światowej.
- przedmioty użytku codziennego

Ekspozycja plenerowa obejmuje 150 eksponatów między innymi:
- transportery opancerzone – BTR-40, BTR-152, BRDM-1, FUG, SKOT i BTR-60 (sprawny, używany do przejażdżek dla zwiedzających)
- czołgi T-34/85
- działa pancerne – ASU-85 i jeden z kilku zachowanych na świecie[3] egzemplarzy Sturmgeschütz IV (po renowacji)
- samobieżne wyrzutnie rakiet taktycznych i taktyczno-operacyjnych – R-30 i R-300 SCUD
- ciągniki pancerne i wozy pogotowia technicznego – CW-34 i WPT
- samoloty i śmigłowce, m.in. radziecki samolot transportowy Ił-14
- działa polowe i moździerze
- samochody
- jedyny zachowany[potrzebny przypis] kuter torpedowy projektu 664 – ORP „Odważny”

W Muzeum działa Ośrodek Badawczo-Muzealny Świętokrzyskich Zgrupowań Partyzanckich Armii Krajowej.
Muzeum wypełniając założenia statutowe organizuje również wystawy czasowe, m.in. „Fenomeny Nauki” i „Świat Toruńskiego Piernika”.